# Cetologia
Cetologia (od gr. κητος, ketos= "wieloryb" i λόγος, logos= "rozum") – dział teriologii, nauka o waleniach (Cetacea), badająca około osiemdziesiąt gatunków wielorybów, delfinów i morświnowatych.
Cetologowie – naukowcy praktykujący cetologię – badają m.in. ewolucję, dystrybucję, morfologię i zachowanie waleni.

## Historia
Obserwację waleni prowadzono co najmniej od czasów klasycznych. Rybacy w starożytnej Grecji tworzyli specjalne wycięcia w płetwach grzbietowych tymczasowo złapanych delfinów, umożliwiając ich identyfikację w przyszłości.
Około 2300 lat temu, Arystoteles sporządził notatki na temat waleni podczas połowów z rybakami na Morzu Egejskim. W książce Historia Animalium ("Historia Zwierząt") wprowadził taksonomiczny podział między fiszbinowce a zębowce, używany do czasów dzisiejszych. Opisał też kaszaloty i delphinusy, przewidując ich długość życia jako co najmniej dwadzieścia pięć lub trzydzieści lat. W czasach Arystotelesa było to odkrycie niezwykłe, ponieważ nawet obecnie bardzo trudno jest oszacować żywotność ssaków morskich.
Wiele średniowiecznych słów pisanych o waleniach pochodzi ze Skandynawii i Islandii, z których większość datowana jest na połowę XIII wieku. Jednym z najbardziej znanych jest Speculum Regale, opisujący różnorodne gatunki żyjące wokół wyspy Islandii. Pismo to zilustrowało m.in. technikę polowania na orki.

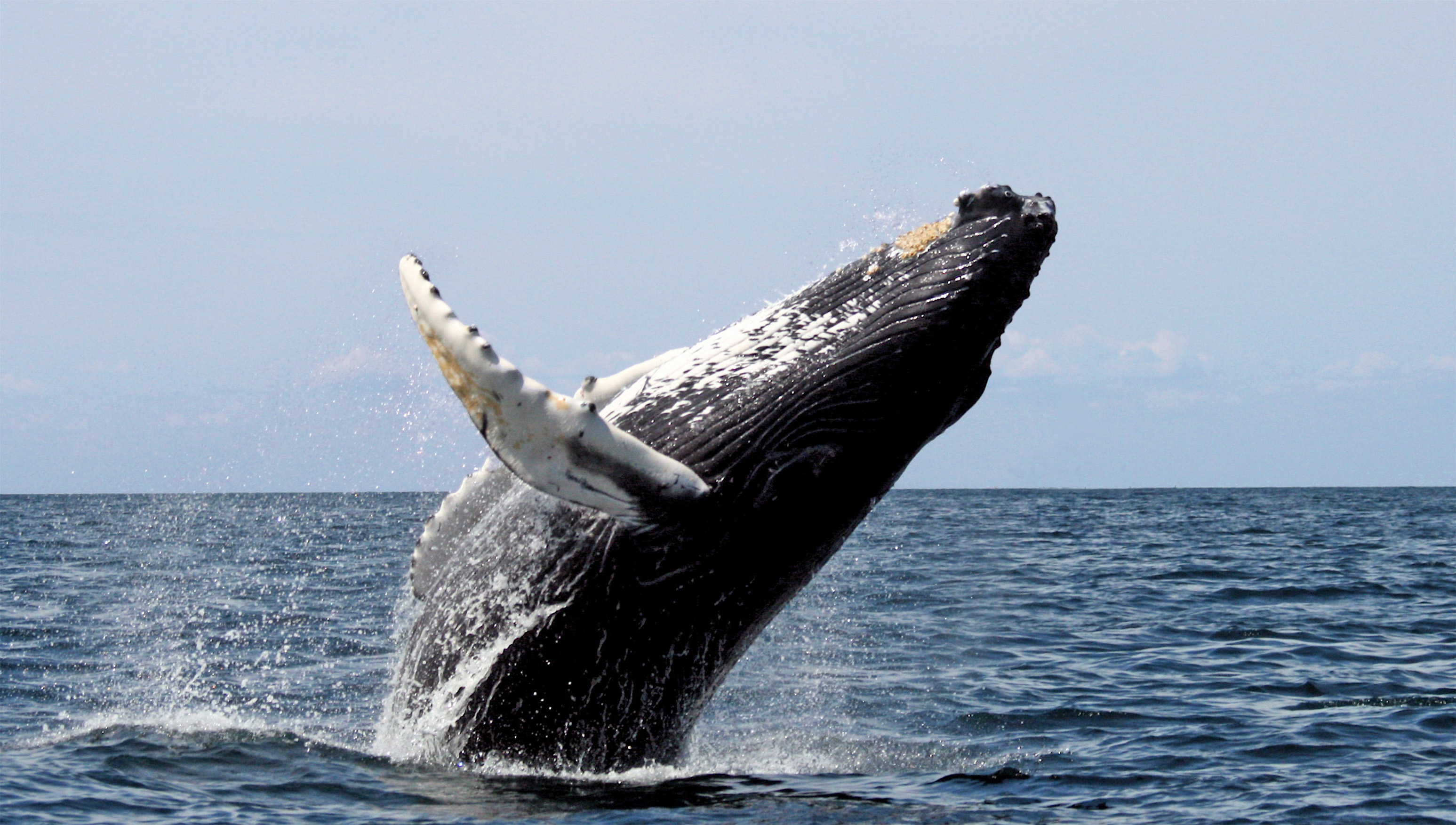
Odmienne cechy charakterystyczne humbaków umożliwiają cetologom ich identyfikację.